# Ricardo Peláez
Ricardo Peláez Linares (* 14. März 1963 in Mexiko-Stadt) ist ein ehemaliger mexikanischer Fußballspieler. 

## Biografie

### Verein
Seine Profikarriere begann 1985 beim Club América und endete 2000 bei dessen Erzrivalen Guadalajara. Die meiste Zeit spielte er für den Club Necaxa, bei dem er zwischen 1987 und 1997 zehn Jahre lang unter Vertrag stand. Gleich in seiner ersten Spielzeit, der PRODE 85, wurde Peláez mit América mexikanischer Meister. Zwei weitere Meistertitel folgten mit Necaxa in den Spielzeiten 1994/95 und 1995/96. Mit diesem Verein gewann er 1995 auch die Copa México. In der ersten Spielzeit nach seinem Wechsel von América (wo er nochmals in der Saison 1997/98 gespielt hat) zu Guadalajara, dem Torneo Invierno 1998, erreichte Peláez mit Chivas die Finalspiele gegen seinen Ex-Verein Necaxa. Obwohl Guadalajara im Hinspiel bei Necaxa zu einem torlosen Remis kam, unterlag Chivas im Rückspiel vor eigenem Publikum mit 0:2 und musste den Meistertitel daher Necaxa überlassen.

### Nationalmannschaft
Sein Länderspieldebüt gab Peláez am 10. August 1989 in einem Spiel gegen Südkorea (4:2), in dem er alle 4 Tore erzielte. Insgesamt hatte er 43 Länderspieleinsätze, bei denen ihm 16 Treffer gelangen. Seinen letzten Länderspieleinsatz hatte er am 13. März 1999 auswärts gegen die USA (2:1).
Höhepunkt seiner Länderspielkarriere war die Teilnahme an der Fußball-Weltmeisterschaft 1998, bei der er zwar insgesamt nur 84 Minuten zum Einsatz kam, aber immerhin zwei Tore erzielte. Im ersten WM-Spiel gegen Südkorea (3:1) wurde er unmittelbar nach der Halbzeitpause (0:1) für Jaime Ordiales eingewechselt und erzielte bereits in der 54. Minute das wichtige Ausgleichstor. Im letzten Gruppenspiel gegen die Niederlande (2:2) wurde er in der 55. Minute beim Stand von 0:2 für Joel Sánchez Ramos eingewechselt und erzielte das wichtige 1:2 in der 75. Minute, ehe Luis Hernández in der Nachspielzeit noch der Ausgleich gelang. Seinen letzten WM-Einsatz hatte er im Achtelfinale gegen Deutschland, wo er allerdings erst in der 86. Minute (unmittelbar nach dem 2:1-Führungstreffer der Deutschen) für Alberto García Aspe eingewechselt wurde und daher keine Akzente mehr setzen konnte.

## Erfolge
- Mexikanischer Meister: PRODE 85, 1994/95 und 1995/96
- Mexikanischer Pokalsieger: 1994/95